# 교육장
교육장은 "지방교육자치에 관한 법률"에 따라 광역자치단체의 교육 학예에 관한 사무를 분장해, 1개 또는 2개의 지방자치단체를 관할 구역으로 하는 교육지원청의 장이다. 대통령의 위임을 받아 교육감이 임명한다.
- 교육장은 장학관으로 보한다. 교육지원청의 규모에 따라 3급 또는 4급 상당 장학관으로 보한다.
- 교육장의 지도 감독을 받는 교육기관은 유치원, 초등학교, 중학교 및 이에 준하는 각종학교이다. 단, 고등학교 및 특수학교는 시도교육청의 직속기관으로 분류되기 때문에 교육장의 직접 지도 감독을 받지 않는다.